# 皮利波維基 (拉多梅什利區)
50°29′36″N 29°2′11″E / 50.49333°N 29.03639°E
皮利波維基（烏克蘭語：Пилиповичі）是烏克蘭北部的村莊，隸屬日托米爾州的日托米爾區。該村面積1.45平方公里，海拔高度168米，2001年人口510，人口密度每平方公里351.48人。